# Fighters Arena
Fighters Arena – polska organizacja promująca mieszane sztuki walki (MMA). Założona w 2010 roku przez Marcina Jesiotra.

## Historia
Pierwsza gala została zorganizowana we wrześniu 2010 roku w Łodzi (hala Atlas Arena). Na gali walczył m.in. złoty medalista olimpijski z Atlanty w judo Paweł Nastula. Pierwotnie zakładano organizowanie gal tylko i wyłącznie w Łodzi, stąd pierwotnie w nazwie federacji była umiejscowiona nazwa miasta (Fighers Arena Łódź), ale po dwóch galach zrezygnowano z tego i postawiono na ekspansje organizacji na całą Polskę. Podczas gali Fighters Arena 8: Night of Heavyweights, która odbyła się 28 maja 2013 roku w Bełchatowie doszło do pierwszej walki o pas mistrzowski w historii federacji. Była to walka o mistrzostwo w wadze ciężkiej, pomiędzy Polakiem Michałem Kitą oraz Amerykaninem D.J Lindermanem. Amerykanin wygrał przez techniczny nokaut w drugiej rundzie i tym samym został pierwszym mistrzem w historii organizacji.
Na galach Fighters Areny walczyli m.in. Paweł Nastula, Tomasz Drwal, Michał Kita, Paweł Pawlak, Marcin Bandel, Łukasz Chlewicki, Jacek Czajczyński, Vitor Nóbrega czy Konstantīns Gluhovs.

## Transmisja
FA transmituje swoje gale poprzez internet w formacie pay-per-view (od gali numer 6) oraz od niedawna nawiązała współpracę co do transmisji gal ze stacją Orange Sport. Z poprzednich gal wideo z niektórych walk było udostępniane w internecie.

## Zasady i przepisy
Figher Arena w pełni opiera swoje przepisy o Unified Mixed Martial Arts, czyli regulacje zasad, które stosuje się m.in. w UFC oraz w większości organizacji na świecie. Zawody odbywają się w oktagonie o średnicy 11 metrów. Nad przebiegiem zawodów czuwa komisja organizacji FA, sędziowie punktowi, arbiter ringowy oraz wykwalifikowany cutman z USA. Każda walka trwa 3x5 minut, a przerwa pomiędzy rundami 1 minutę.
Sposoby wyłonienia zwycięzcy:
- poddanie (odklepanie lub słownie)
- nokaut
- techniczny nokaut
- decyzja sędziów
- dyskwalifikacja

Akcje zabronione:
- uderzanie głową
- każdy atak na oczy
- gryzienie
- szarpanie lub pociąganie za włosy
- zahaczanie (polega na zrobieniu „haka” z palca bądź z kilku palców i włożeniu ich do ust przeciwnika, a następnie ciągnięciu)
- wszelkie ataki na krocze
- bezpośredni atak na kręgosłup, obojczyk oraz tył głowy
- uderzenia z góry dolną częścią łokcia
- uderzenie w gardło, oraz łapanie tchawicy
- szczypanie, drapanie itp.
- kopanie głowy leżącego lub klęczącego przeciwnika
- naskakiwanie (nogą) na leżącego przeciwnika (ang. stomp)
- kopanie piętami po nerkach
- dźwignie za małe stawy (np. palce)
- wyrzucanie przeciwnika poza ring
- wkładanie palców w otwarte rany przeciwnika
- przytrzymywanie spodenek lub rękawic przeciwnika
- plucie
- trzymanie siatki
- używanie wulgaryzmów na ringu
- atak podczas przerwy
- atak na przeciwnika, pod ochroną sędziego
- atak po gongu
- świadome lekceważenie instrukcji oraz samego sędziego
- uporczywe unikanie kontaktu z przeciwnikiem
- symulowanie kontuzji

## Kategorie wagowe
- piórkowa (do 66 kg / 145 lb)
- lekka (do 70 kg / 155 lb)
- półśrednia (do 77 kg / 170 lb)
- średnia (do 84 kg / 185 lb)
- półciężka (do 93 kg / 205 lb)
- ciężka (do 120 kg / 265 lb)

## Mistrzowie
Pasy międzynarodowego mistrza Fighters Arena są przyznawane od 2013 roku. Pierwszym mistrzem został Amerykanin D.J Linderman (pokonując Michała Kitę) w wadze ciężkiej.
| Kategoria  | Waga               | Mistrz        | Od         | Obrony tytułu |
| ---------- | ------------------ | ------------- | ---------- | ------------- |
| Ciężka     | do 120 kg (265 lb) | D.J Linderman | 24.05.2013 | 0             |
| Półciężka  | do 93 kg (205 lb)  | wakat         |            |               |
| Średnia    | do 84 kg (185 lb)  | wakat         |            |               |
| Półśrednia | do 77 kg (170 lb)  | wakat         |            |               |
| Lekka      | do 70 kg (155 lb)  | wakat         |            |               |
| Piórkowa   | do 66 kg (145 lb)  | wakat         |            |               |

## Lista gal FA
| Nr | Gala                                    | Data              | Miejsce                                            |
| -- | --------------------------------------- | ----------------- | -------------------------------------------------- |
| 1  | Fighters Arena 1                        | 3 września 2010   | Łódź, Atlas Arena                                  |
| 2  | Fighters Arena 2                        | 26 marca 2011     | Łódź, Atlas Arena                                  |
| 3  | Fighters Arena 3: Powrót                | 29 września 2012  | Łódź, Hala MOSiR                                   |
| 4  | Fighters Arena 4: Atak                  | 24 listopada 2012 | Włocławek, Hala Mistrzów                           |
| 5  | Fighters Arena 5: Home                  | 26 stycznia 2013  | Kraśnik, Hala im. Arkadiusza Gołasia               |
| 6  | Fighters Arena 6: Masakra               | 2 marca 2013      | Częstochowa, Hala Polonia                          |
| 7  | Fighters Arena 7                        | 20 kwietnia 2013  | Sieradz, Hala przy ul. Krakowskie Przedmieście 123 |
| 8  | Fighters Arena 8: Night of Heavyweights | 24 maja 2013      | Bełchatów, Hala „Energia”                          |
| 9  | Fighters Arena 9                        | 8 czerwca 2014    | Józefów, Hala ICSiR przy ul. Długa 44              |
| 10 | Fighters Arena 10                       | 22 listopada 2014 | Bełchatów, Hala „Energia”                          |

## Wyniki gal

### Fighters Arena 1

#### Walka wieczoru
- Walka w kategorii ciężkiej:  Yusuke Masuda –  Paweł Nastula

Zwycięstwo Nastuli przez TKO w 1 rundzie

#### Pozostałe
- Walka w limicie -78 kg:  Arune Lauzeckaite –  Magdalena Jarecka

Zwycięstwo Jareckiej przez jednogłośną decyzję sędziów
- Walka w kategorii piórkowej:  Tamas Polgar –  Bartłomiej Kopera

Zwycięstwo Kopery przez poddanie w 1 rundzie
- Walka w kategorii lekkiej:  Gergo Szucs –  Marcin Burzyński

Zwycięstwo Burzyńskiego przez poddanie w 1 rundzie
- Walka w kategorii półśredniej:  David Dencinger –  Jordan Błoch

Zwycięstwo Błocha przez TKO w 1 rundzie
- Walka w kategorii średniej:  Gabor Koncz –  Tomasz Jeruszka

Zwycięstwo Jeruszki przez poddanie w 1 rundzie
- Walka w kategorii średniej:  Peter Gabor –  Leszek Wojtczyk

Zwycięstwo Wojtczyka przez TKO w 1 rundzie
- Walka w kategorii lekkiej:  Daniel Gancs –  Łukasz Kaśniewski

Zwycięstwo Kaśniewskiego przez poddanie w 1 rundzie
- Walka w kategorii półciężkiej:  Laslo Blaho –  Marcin Bandel

Zwycięstwo Blaho przez TKO w 1 rundzie

### Fighters Arena 2

#### Walka wieczoru
- Walka w kategorii średniej:  Leonardo Nascimento –  Tomasz Drwal

Zwycięstwo Drwala przez KO w 2 rundzie

#### Pozostałe
- Walka w kategorii ciężkiej:  Konstantīns Gluhovs –  Michał Kita

Zwycięstwo Gluhovsa przez TKO w 2 rundzie
- Walka w kategorii półśredniej:  Jakub Boczek –  Paweł Ostasz

Zwycięstwo Ostasza przez poddanie w 2 rundzie
- Walka w limicie -82 kg:  Jordan Błoch –  Tomasz Kloc

Zwycięstwo Błocha przez poddanie w 1 rundzie
- Walka w kategorii półśredniej:  Matas Stebuliauskas –  Paweł Pawlak

Zwycięstwo Pawlaka przez TKO w 2 rundzie
- Walka w kategorii piórkowej:  Darius Mikuzis –  Bartłomiej Kopera

Zwycięstwo Kopery przez poddanie w 1 rundzie
- Walka w limicie -90 kg:  Andrius Liudvinavicius –  Marcin Bandel

Zwycięstwo Bandla przez poddanie w 1 rundzie
- Walka w kategorii?:  Grzegorz Guzek –  Paweł Szczepelski

Zwycięstwo Szczepelskiego przez jednogłośną decyzję sędziów

### Fighters Arena 3: Powrót

#### Walka wieczoru
- Walka w kategorii ciężkiej:  Michał Kita –  Damion Martindale

Zwycięstwo Kity przez TKO w 1 rundzie

#### Pozostałe
- Walka w kategorii półśredniej:  Łukasz Chlewicki –  Damion Martindale

Zwycięstwo Chlewickiego przez jednogłośna decyzję sędziów
- Walka w kategorii lekkiej:  Paweł Ostasz –  Alex Black

Zwycięstwo Blacka przez TKO w 3 rundzie
- Walka w kategorii ciężkiej:  Jacek Czajczyński –  Temistokles Teresiewicz

Zwycięstwo Czajczyńskiego przez jednogłośną decyzję sędziów
- Walka w kategorii piórkowej:  Bartłomiej Kopera –  Kamil Łebkowski

Zwycięstwo Łebkowskiego przez niejednogłośną decyzję sędziów
- Walka w kategorii półśredniej:  Paweł Pawlak –  Szamil Iljasow

Zwycięstwo Pawlaka przez TKO w 2 rundzie
- Walka w kategorii średniej:  Marcin Bandel –  Krzysztof Morzyszek

Zwycięstwo Bandla przez poddanie w 1 rundzie

### Fighters Arena 4: Atak

#### Walka wieczoru
- Walka w kategorii półśredniej:  Vitor Nóbrega –  Łukasz Chlewicki

Remis

#### Pozostałe
- Walka w kategorii średniej:  Marcin Bandel –  Bartosz Fabiński

Zwycięstwo Bandla przez poddanie w 1 rundzie
- Walka w kategorii półciężkiej:  Arkadiusz Jędraczka –  Tomasz Kondraciuk

Zwycięstwo Kondraciuka przez TKO w 1 rundzie
- Walka w kategorii ciężkiej:  Michał Andryszak –  Jacek Czajczyński

Zwycięstwo Czajczyńskiego przez poddanie w 3 rundzie
- Walka w limicie -69 kg:  Radosław Demczur –  Ireneusz Mila

Zwycięstwo Demczura przez jednogłośną decyzję sędziów
- Walka w kategorii średniej:  Patryk Kania –  Seweryn Kirschhiebel

Zwycięstwo Kirschhiebela przez TKO w 1 rundzie

### Fighters Arena 5: Home

#### Walka wieczoru
- Walka w kategorii ciężkiej:  Michał Andryszak –  Andrzej Kosecki

Zwycięstwo Andryszaka przez poddanie w 1 rundzie

#### Pozostałe
- Walka w kategorii średniej:  Marcin Bandel –  Piotr Wysocki

Zwycięstwo Bandla przez poddanie w 1 rundzie
- Walka w kategorii półśredniej:  Paweł Obrzut –  Adam Weiss

Zwycięstwo Obrzuta przez poddanie w 1 rundzie
- Walka w kategorii półśredniej:  Konrad Płaza –  Marcin Kłopotowski

Zwycięstwo Kłopotowskiego przez TKO w 2 rundzie
- Walka w kategorii półśredniej:  Paweł Latało –  Paweł Pawlak

Zwycięstwo Pawlaka przez TKO w 1 rundzie
- Walka w kategorii lekkiej:  Kamil Janik –  Krzysztof Zawora

Zwycięstwo Janika przez poddanie w 1 rundzie
- Walka w kategorii półciężkiej:  Łukasz Lepianka –  Adrian Rosiński

Zwycięstwo Lepianki przez poddanie w 1 rundzie

### Fighters Arena 6: Masakra

#### Walka wieczoru
- Walka w kategorii ciężkiej:  Toni Valtonen –  Michał Kita

Zwycięstwo Kity przez TKO w 2 rundzie

#### Pozostałe
- Walka w kategorii ciężkiej:  Jacek Czajczyński –  Michał Pukin

Zwycięstwo Czajczyńskiego przez poddanie w 2 rundzie
- Walka w kategorii ciężkiej:  Michał Andryszak –  Dariusz Zimoląg

Zwycięstwo Andryszaka przez TKO w 2 rundzie
- Walka w kategorii półciężkiej:  Marcin Gułaś –  Tomasz Kondraciuk

Zwycięstwo Kondraciuka przez poddanie w 3 rundzie
- Walka w limicie -87 kg:  Ireneusz Cholewa –  Mateusz Ostrowski

Zwycięstwo Cholewy przez jednogłośna decyzję sędziów
- Walka w kategorii półśredniej:  Mateusz Strzelczyk –  Adam Świderski

Zwycięstwo Strzelczyka przez TKO w 2 rundzie
- Walka w kategorii piórkowej:  Tomasz Boduszek –  Rafał Czechowski

Zwycięstwo Czechowskiego przez poddanie w 1 rundzie
- Walka w kategorii ciężkiej:  Mateusz Soboń –  Tomasz Waligóra

Zwycięstwo Waligóry przez TKO w 1 rundzie

### Fighters Arena 7

#### Walka wieczoru
- Walka w kategorii lekkiej:  Łukasz Chlewicki –  Michal Kozmer

Zwycięstwo Chlewickiego przez TKO w 1 rundzie

#### Pozostałe
- Walka w kategorii półciężkiej:  Tomasz Janiszewski –  Grzegorz Zapolski

Zwycięstwo Janiszewskiego przez poddanie w 1 rundzie
- Walka w kategorii półciężkiej:  Grzegorz Ciepliński –  Andrzej Kosecki

Zwycięstwo Cieplińskiego przez jednogłośną decyzję sędziów
- Walka w limicie -68 kg:  Sebastian Kujawiak –  Marcin Wrzosek

Zwycięstwo Wrzoska przez TKO w 1 rundzie
- Walka w kategorii półśredniej:  Jakub Majoch –  Tomasz Michałek

Zwycięstwo Majocha przez TKO w 1 rundzie
- Walka w kategorii półciężkiej:  Paweł Hadaś –  Damian Tomasiuk

Zwycięstwo Hadasia przez poddanie w 1 rundzie
- Walka w kategorii koguciej:  Patryk Bąk –  Damian Szmigielski

Zwycięstwo Szmigielskiego przez poddanie w 1 rundzie

### Fighters Arena 8: Night of Heavyweights

#### Walka wieczoru
- Walka o pas mistrzowski Fighters Arena w kategorii ciężkiej:  Michał Kita –  D.J. Linderman

Zwycięstwo Lindermana przez TKO w 2 rundzie

#### Pozostałe
- Walka w kategorii ciężkiej:  Adam Maciejewski –  Rafał Niedziałkowski

Zwycięstwo Maciejewskiego przez poddanie w 1 rundzie
- Walka w kategorii ciężkiej:  Jacek Czajczyński –  Michał Włodarek

Zwycięstwo Włodarka przez jednogłośną decyzję sędziów
- Walka w kategorii ciężkiej:  Michał Andryszak –  Michał Pukin

Zwycięstwo Andryszaka przez TKO w 1 rundzie
- Walka w kategorii półśredniej:  Vitor Nóbrega –  Damian Milewski

Remis większościowy
- Walka w kategorii półciężkiej:  Tomasz Kondraciuk –  Mile Nikolic

Zwycięstwo Kondraciuka przez TKO w 1 rundzie
- Walka w kategorii półśredniej:  Mateusz Kalinarczyk –  Mateusz Strzelczyk

Zwycięstwo Kalinarczyka przez jednogłośną decyzję sędziów

### Fighters Arena 9

#### Walka wieczoru
- Walka w kategorii piórkowej:  Aleš Ježíšek –  Krzysztof Klaczek

Zwycięstwo Klaczka przez TKO w 1 rundzie

#### Pozostałe
- Walka w limicie -86 kg:  Alexey Repalov –  Bartosz Fabiński

Zwycięstwo Fabińskiego przez TKO w 1 rundzie
- Walka kobiet w kategorii koguciej:  Julija Stoliarenko –  Agnieszka Niedźwiedź

Zwycięstwo Niedźwiedź przez TKO w 3 rundzie
- Walka w kategorii piórkowej:  Damian Krawczyk –  Adam Łazowski

Zwycięstwo Krawczyka przez jednogłośną decyzję sędziów
- Walka w kategorii średniej:  Bogusław Fijałkowski –  Aleksander Rychlik

Zwycięstwo Fijałkowskiego przez TKO w 2 rundzie
- Walka w kategorii półśredniej:  Łukasz Kopera –  Adam Niedźwiedź

Zwycięstwo Kopery przez poddanie w 2 rundzie
- Walka w kategorii muszej:  Nickolas Kosmel –  Jakub Wikłacz

Zwycięstwo Wikłacza przez poddanie w 1 rundzie

### Fighters Arena 10

#### Walka wieczoru
- Walka w kategorii lekkiej:  Paweł Kiełek –  Artem Lobov

Większościowy remis

#### Pozostałe
- Walka w kategorii koguciej:  Alan Philpott –  Damian Szmigielski

Zwycięstwo Philpotta przez jednogłośną decyzję sędziów
- Walka w kategorii ciężkiej:  Andrzej Deberny –  Adam Wieczorek

Zwycięstwo Wieczorka przez poddanie w 1 rundzie
- Walka kobiet w kategorii muszej:  Inga Kaledaite –  Katarzyna Lubońska

Zwycięstwo Lubońskiej przez poddanie w 1 rundzie
- Walka w kategorii półśredniej:  Krzysztof Adaszak –  Przemysław Kośnik

Zwycięstwo Adaszaka przez poddanie w 1 rundzie
- Walka w kategorii piórkowej:  Linas Griguola –  Bartłomiej Kopera

Zwycięstwo Kopery przez poddanie w 1 rundzie
- Walka w kategorii lekkiej:  Sebastian Brzezicki –  Daniel Dziubecki

Zwycięstwo Dziubeckiego przez poddanie w 1 rundzie
- Walka w limicie -73 kg:  Viktor Tomasević –  Connor White

Zwycięstwo Tomasevicia przez poddanie w 2 rundzie